# 카작무스

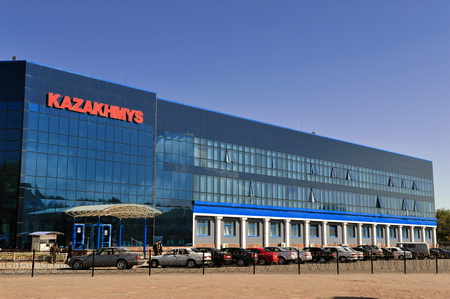
카작무스의 본부

카작무스(Kazakhmys)는 카자흐스탄에 본부를 둔 구리 광산 업체이다.